# Schwarzäugige Susanne
Die Schwarzäugige Susanne (Thunbergia alata) ist eine aus Südostafrika stammende Pflanzenart aus der Gattung der Thunbergien (Thunbergia) innerhalb der Familie der Akanthusgewächse (Acanthaceae).

## Beschreibung
Schwarzäugige Susanne ist eine gegen den Uhrzeigersinn – also wie die Windengewächse – windende, einjährig kultivierte, krautige Kletterpflanze und erreicht Wuchshöhen von 1 bis 2 Metern.
Die 3,5 bis 7,5 Zentimeter langen und 2,5 Zentimeter breiten und kurz gestielten, stumpfen bis spitzen oder zugespitzten Laubblätter sind dreieckig bis pfeil-, herzförmig. Die Blattränder sind ganz bis buchtig oder entfernt gezähnt und beide Spreitenoberflächen sind mehr oder weniger borstig behaart. Die Blattspreiten sitzen an bis zu 6,5 Zentimeter langen, borstig behaarten und kurz geflügelten Blattstielen, die in einem Abstand von 4,5 bis 13 Zentimeter an der 1 bis 1,25 Millimeter dicken, borstigen Sprossachse ansetzen.
An achselständigen, bis zu 8,5 Zentimeter langen und behaarten Blütenstielen wachsen die meist orangen bis gelben, einzeln erscheinenden Blüten. Jede der Blüten hat zwei große, dreieckige bis eiförmige, behaarte Tragblätter, die nach außen hin spitz zulaufen. Sie sind 18 bis 20 Millimeter lang und 9 bis 10 Millimeter breit. Der kleine, drüsig behaarte Kelch ist ungefähr 2 Millimeter lang und besitzt zwischen 15 und 17 lange, pfriemförmige Zipfel. Die Kronröhre misst um die 2 Zentimeter und zeigt außen fünf 2 Zentimeter große Kronlappen mit rechtsdeckender Knospenlage. Die Kronröhre ist innen schwarzviolett. Die kurzen vier Staubblätter sind eingeschlossen. Der Fruchtknoten ist oberständig mit eingeschlossenem Griffel und großer, zweilappiger Narbe. Es ist ein Diskus vorhanden.
Die 16 bis 18 Millimeter langen und lang geschnäbelten Kapselfrüchte sind fein behaart. Am zweilappigen Ansatz haben sie einen Durchmesser von 7 Millimetern. Die zwei texturierten und halbkugeligen Samen messen 3,5 Millimeter.
Die Chromosomenzahl beträgt 2n = 18.

## Verbreitung
Sie kommt ursprünglich vor im tropischen und südlichen Afrika in den Ländern Äthiopien, Eritrea, Sudan, Kenia, Tansania, Uganda, Ruanda, Mosambik, Malawi, Botswana, Südafrika, Eswatini, Elfenbeinküste, Liberia, Sierra Leone und Nigeria. Sie ist vielfach in den Tropen von Südasien, Mittel- und Südamerika ein Neophyt.

## Taxonomie
Die Schwarzäugige Susanne wurde 1825 von John Sims in Botanical Magazine; or, Flower-Garden Displayed ... Band 52 Tafel 2591 als Thunbergia alata erstbeschrieben. Sims übernahm den Namen von Wenceslas Bojer.

## Bilder

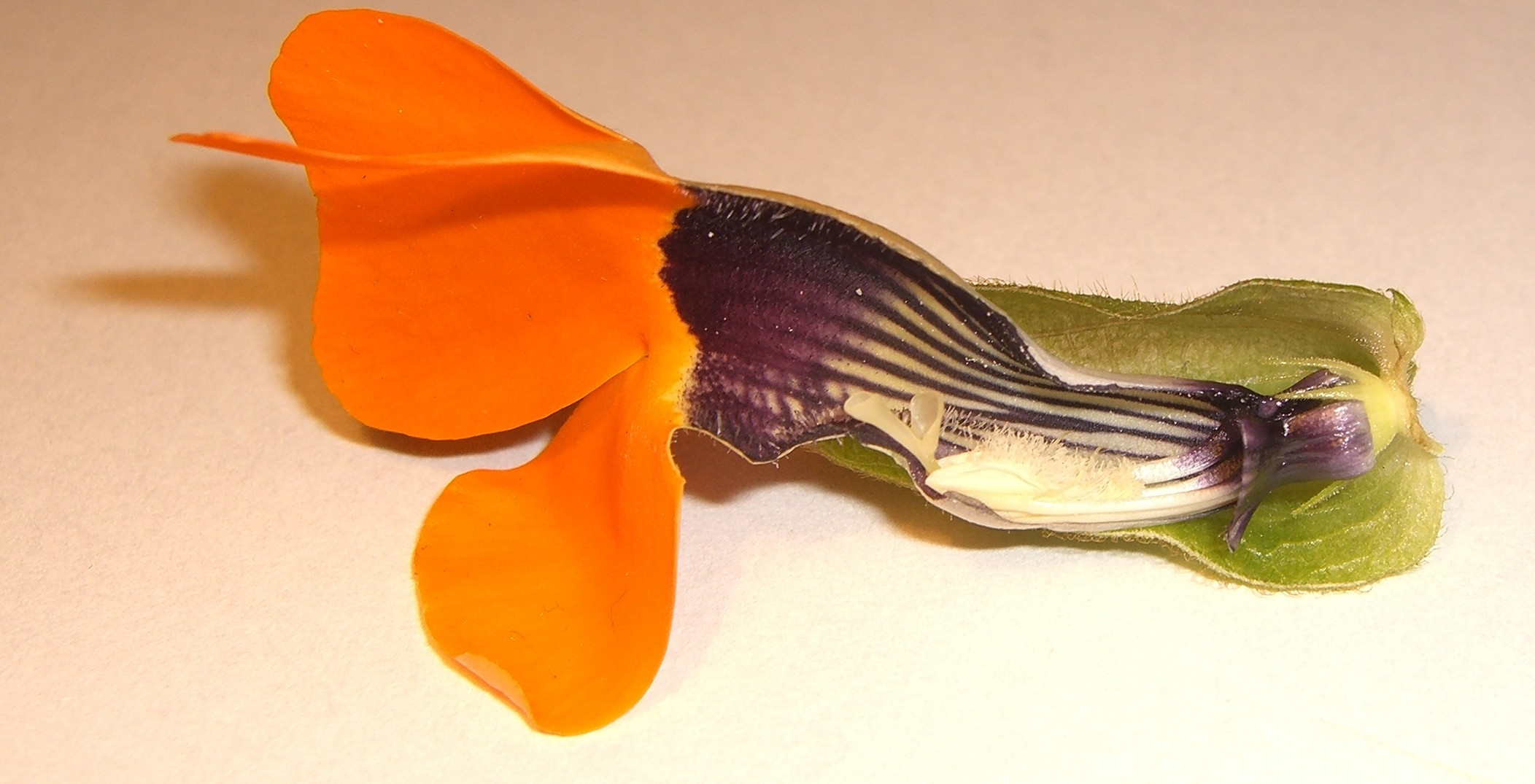
Längsschnitt durch die Blüte
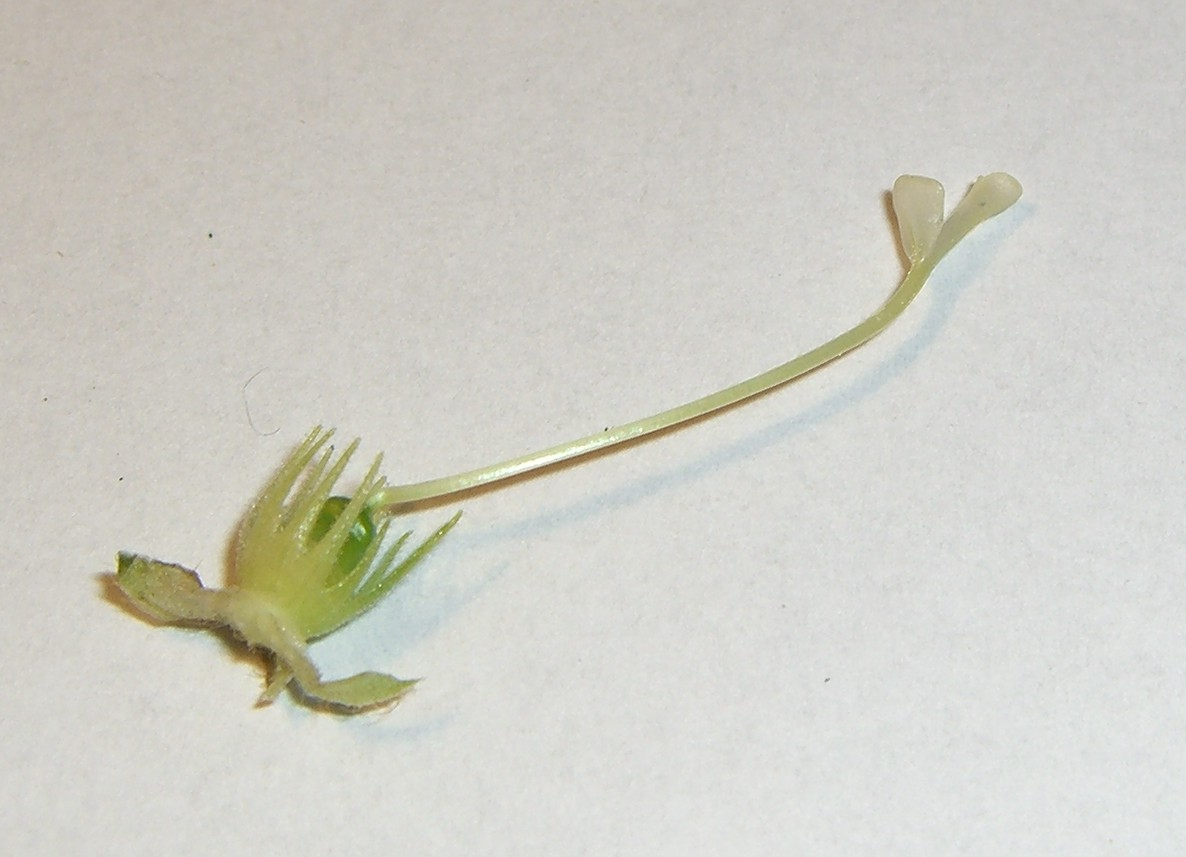
Kelch und Griffel
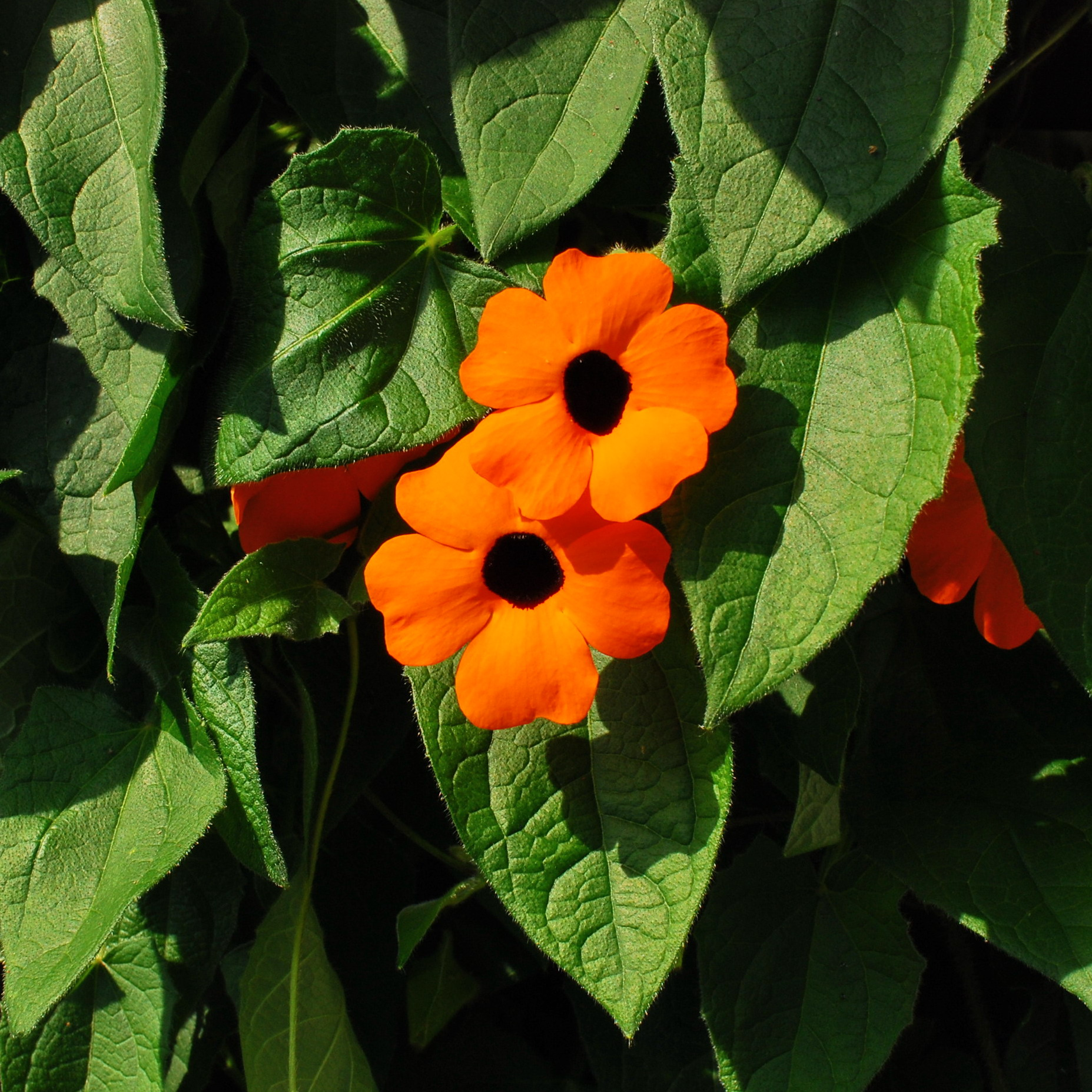
Blüten
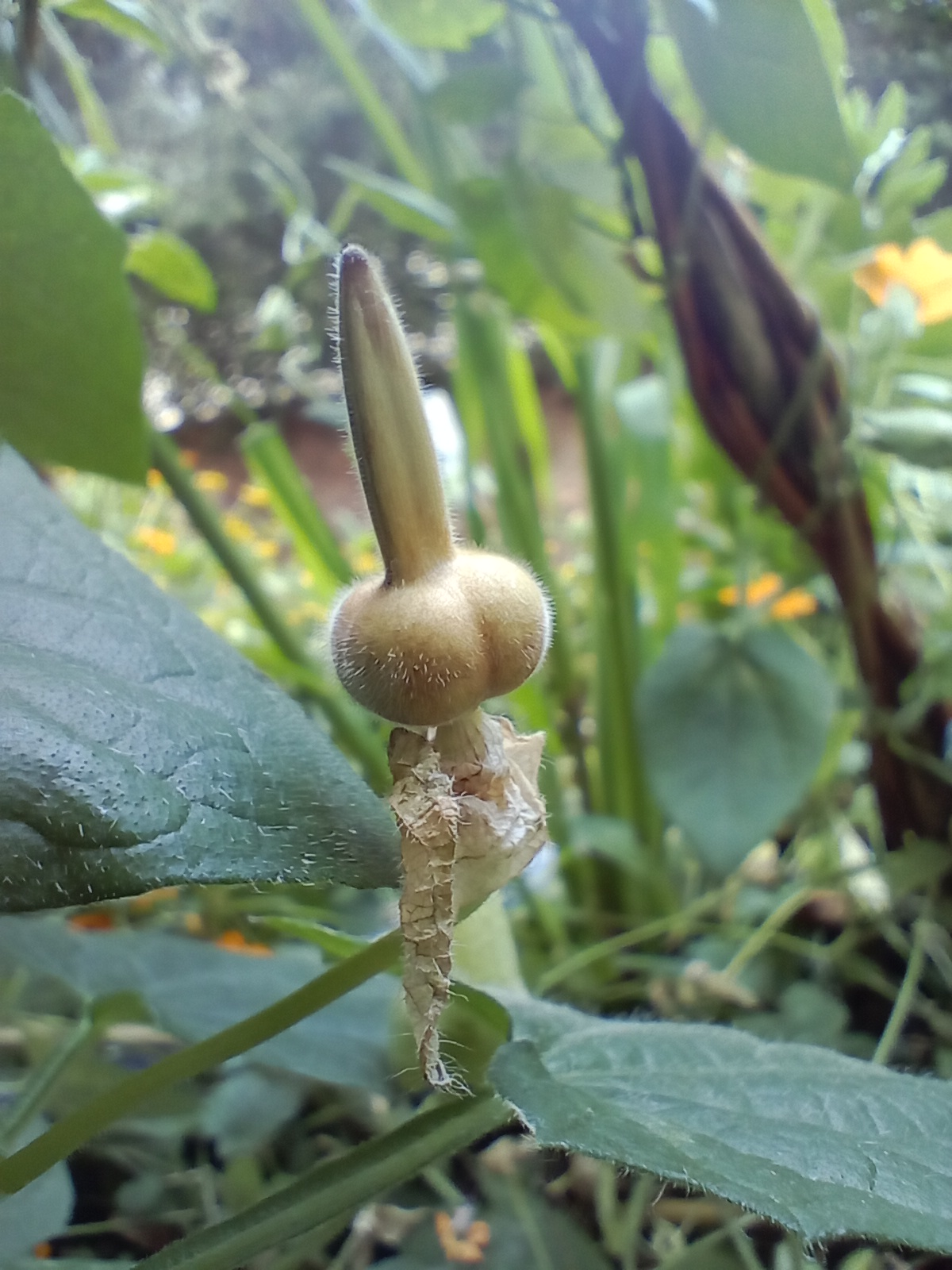
Kapselfrucht
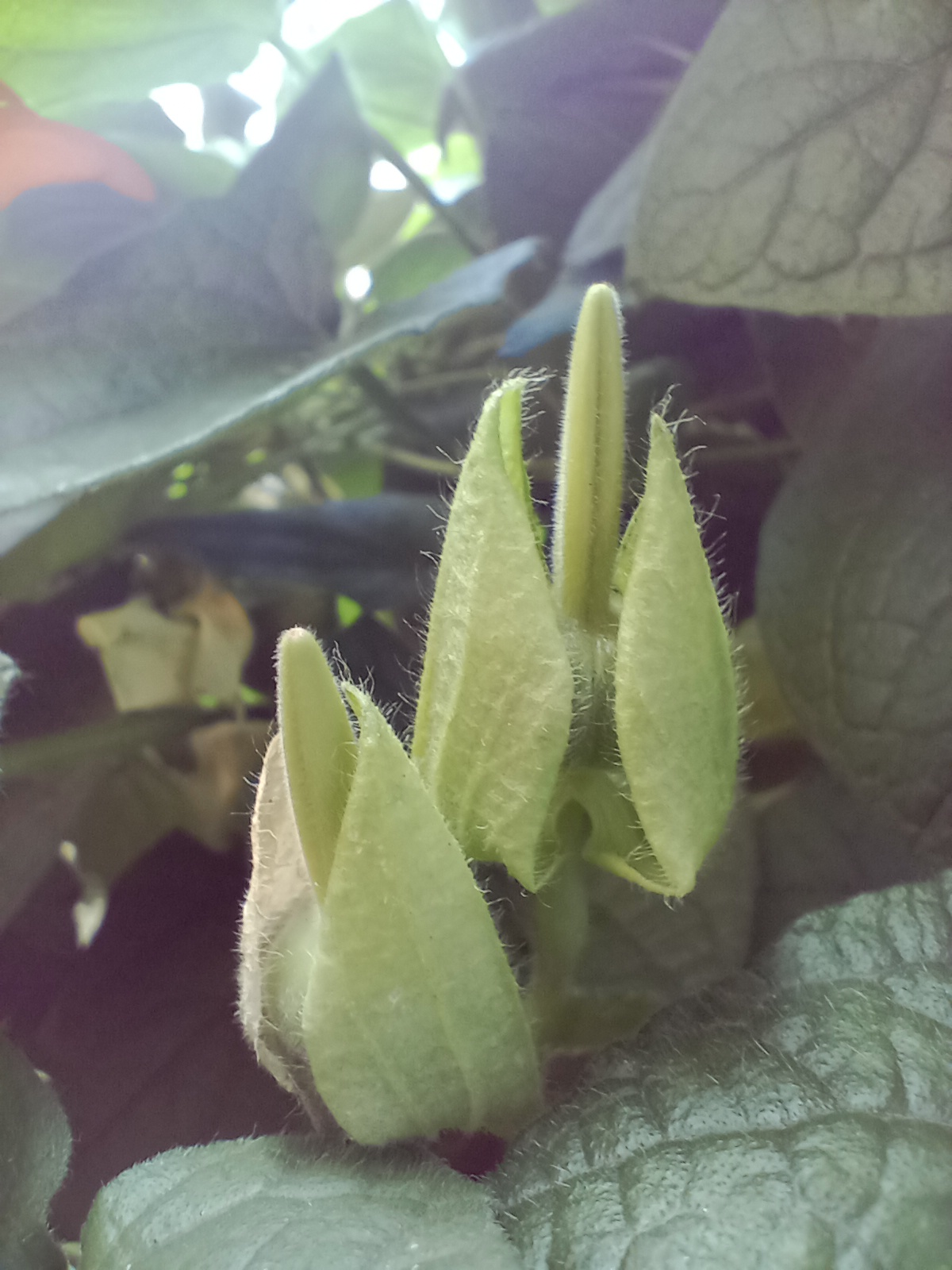
Junge Kapselfrüchte mit Deckblättern